# 路易吉·卡多尔纳
路易吉·卡多尔纳（義大利語：Luigi Cadorna，1850年9月4日—1928年12月21日），意大利军人、政治家。最高军衔为陆军元帅。
他是意大利将军拉法埃莱·卡多尔纳的儿子，出生在皮埃蒙特的韦尔巴尼亚。1860年进入米兰的一个军事学校学习，15岁时，进入都灵军事学院学习。1868年毕业后成为一名炮兵军官。
他之后参加过第一次世界大战。1914年，任意大利王国的总参谋部长。他在1917年卡波雷托战役中战败以后，被解除总参谋部长的职务，以阿尔曼多·迪亚兹代之。
贝尼托·墨索里尼上台后，他于1924年被升为陆军元帅。